# Gloria di santa Brigida in paradiso
La Gloria di santa Brigida in paradiso ed eroine dell'Antico Testamento è un ciclo di affreschi di Luca Giordano realizzato nel 1678 nella cupola della chiesa di Santa Brigida a Napoli.

## Storia e descrizione

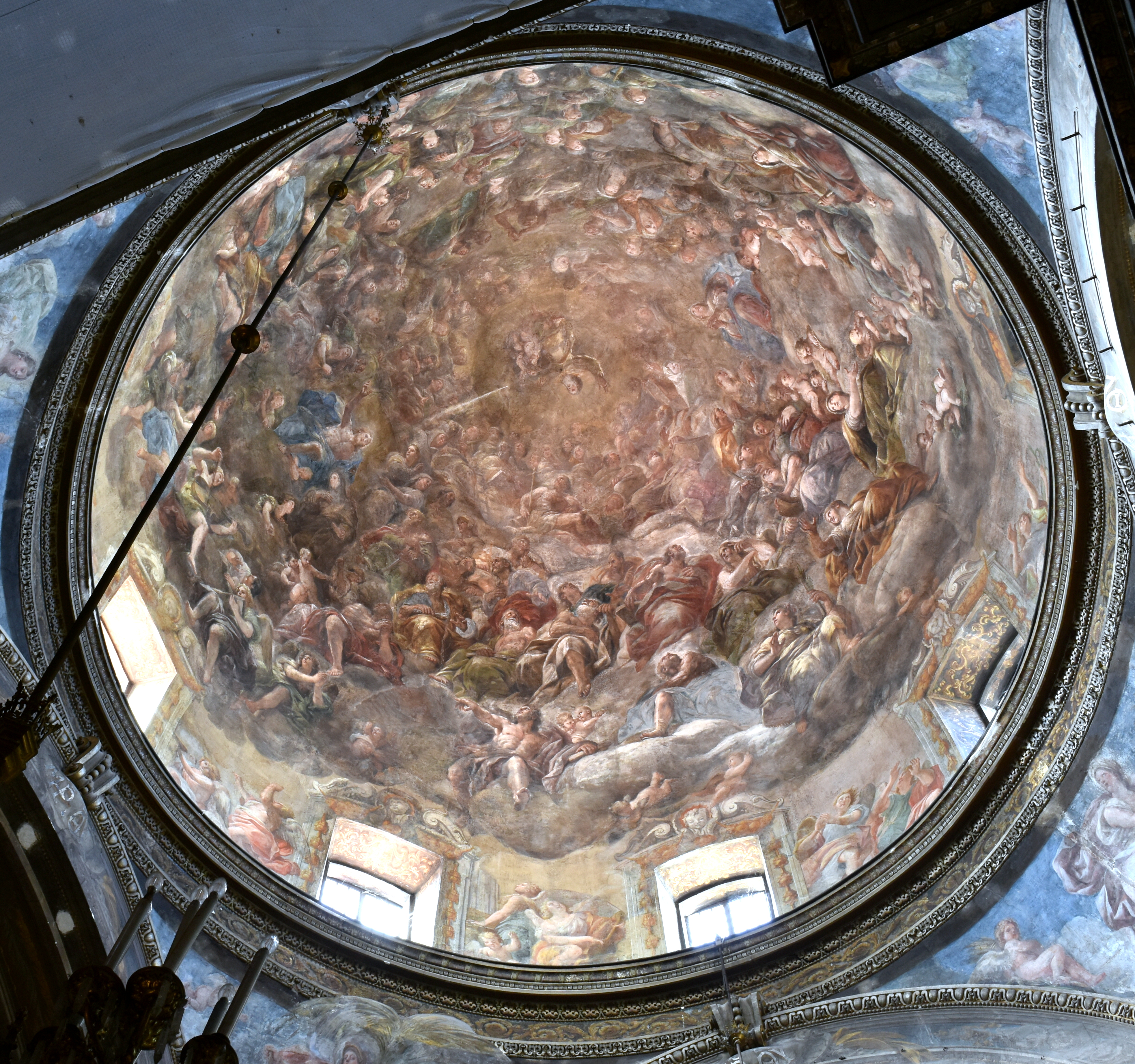
Il ciclo nella calotta

L'opera fu compiuta in sostituzione di un precedente incarico affidato a Domenico Viola, della cerchia di Andrea Vaccaro, il quale non seppe condurre a termine il compito. La complicanza che presentava il luogo era dovuta al fatto che lo spazio pittorico risulta meno slanciato di quello che realmente è, essendo la cupola ad arco a sesto ribassato, quindi molto ampia (circa 12 m di diametro calcolato sul tamburo) ma nel contempo bassa (alta circa 4,5 m), dalla calotta particolarmente schiacciata.
Quindi il Giordano fu chiamato in seconda istanza a ripulire le parti già realizzate dal collega per rifarne una ex-novo, dovendosi cimentare in un finto piano prospettico che fa sembrare l'architettura più lunga. In ordine cronologico si tratta della seconda cupola affrescata di Luca Giordano, che qualche anno prima aveva decorato quella con la Gloria di San Gregorio Armeno dell'omonima chiesa napoletana.
Stando al De Dominici l'opera sarebbe stata realizzata dal Giordano gratuitamente, per devozione verso i padri di Santa Brigida (dove nella stessa chiese si fece tumulare dopo il decesso), e per rivalità verso Francesco Di Maria. Se quest'ultima teoria è confermata anche da Gaetano Filangieri, la prima trova una certa validità per l'assenza di documenti comprovanti i pagamenti dell'opera, di cui verosimilmente risultano rimborsati solo le spese per i ponteggi, ammontanti a 100 ducati.

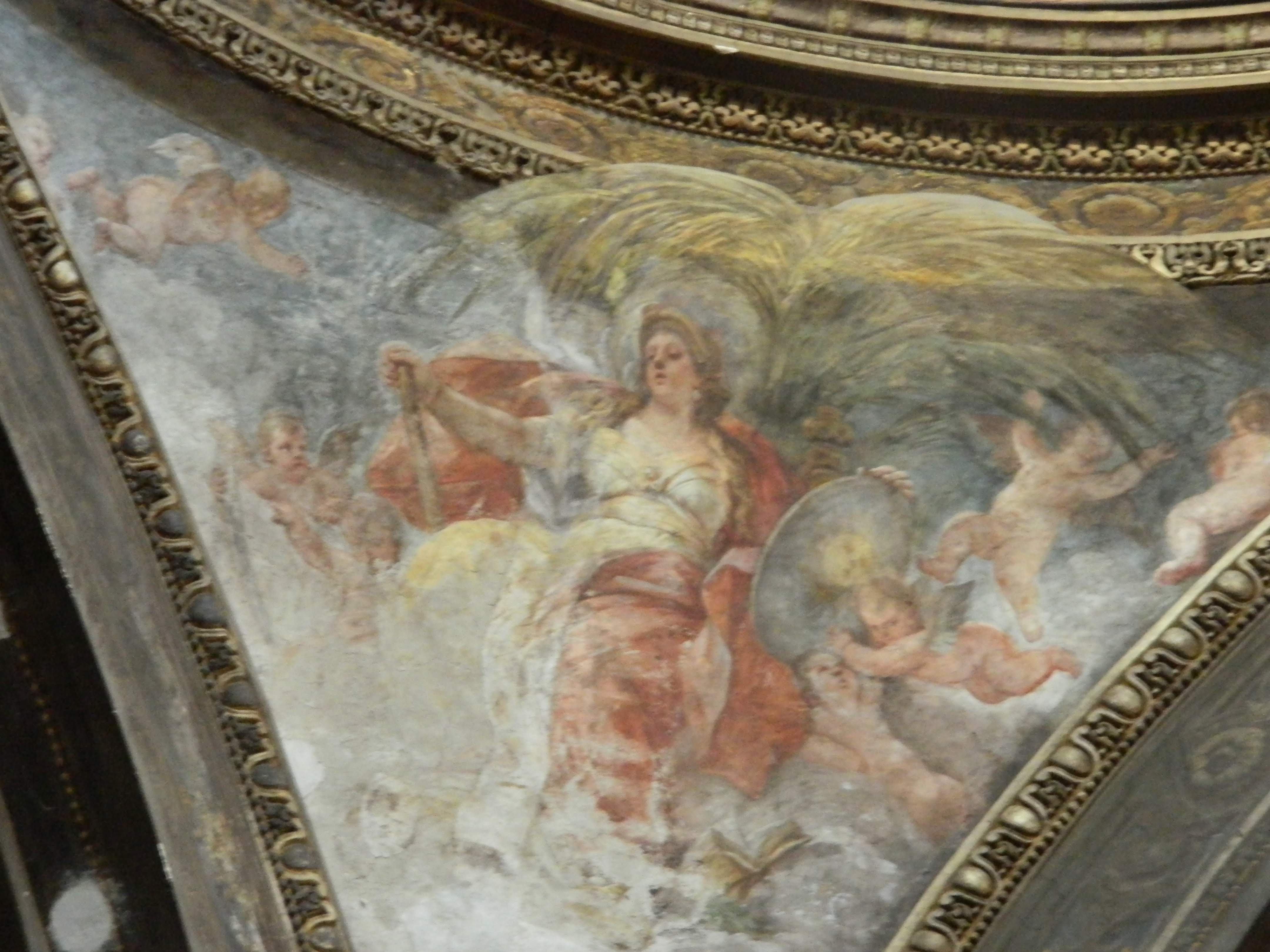
Debora, pennacchio della cupola

Il modo pittorico è pressoché il medesimo che stava sperimentando in quel periodo, dettato dalla "scoperta" della cupola della cappella del Tesoro di San Gennaro di Giovanni Lanfranco.
La scena mostra in un turbinio di nuvole e figure, i santi apostoli disposti nel cerchio inferiore della scena, di cui si riconoscono facilmente Maria, i santi Pietro e Paolo, san Lorenzo con la graticola, San Giovanni con la croce, Noè con l'arca, san Giuseppe con la mazzetta fiorita e san Filippo Neri con la pianeta. Tra loro è la figura di Cristo che benedice con la mano santa Brigida, inginocchiata dinanzi a lui. Le figure sono illuminate da un fascio di luce che parte dal centro della composizione, dove la colomba dello Spirito Santo è mandata dall'Eterno a chiamare la santa nel paradiso.
Nel tamburo sono raffigurati negli otto spazi tra le finestre quattro dottori della chiesa e quattro evangelisti, di cui, stando a quanto disse il De Dominici, ritrasse sé stesso nella figura di san Luca. Nei pennacchi sono raffigurate quattro eroine dell'Antico Testamento: Ruth, Debora, Giuditta, la vedova di Sarefta. Lungo gli stessi scorre la firma del pittore: «LUCAS/ IORDANO/ EX DEVOTIONE/ AN. D. 1678».
Il ciclo fu restaurato svariate volte, anche a causa delle quali è stata compromessa la leggibilità rendendone la lettura abrasa, con toni cromatici opachi: un primo intervento fu compiuto nel 1852, poi nel 1855 e intorno al 1960.